# Marta Ptaszyńska
Marta Ptaszyńska (* 29. Juli 1943 in Warschau) ist eine polnische Komponistin, Perkussionistin und Musikpädagogin.
Ptaszyńska studierte an der Staatlichen Musikhochschule in Warschau Komposition bei Tadeusz Paciorkiewicz und an der Staatlichen Musikhochschule Posen Perkussion bei Mikołaj Stasiniewicz und Jerzy Zgodziński, außerdem nahm sie privaten Kompositionsunterricht bei Witold Lutosławski. 1968 schloss sie ihr Studium mit dem Mastergrad in den Fächern Komposition, Musiktheorie und Perkussion ab. Als Stipendiatin der französischen Regierung studierte sie 1969–70 bei Nadia Boulanger und Olivier Messiaen sowie elektronische Musik am ORTF-Zentrum in Paris. Ihre Ausbildung als Perkussionistin vervollkommnete sie in Zusammenarbeit mit Cloyd Duff, Richard Weiner und Donald Erb am Cleveland Institute of Music, wo sie 1974 ein Diplom erhielt.
Ab 1970 unterrichtete Ptaszyńska zunächst in Warschau, später u. a. am Bennington College in Vermont, der University of California in Berkeley und Santa Barbara und der Indiana University und gab Seminare und Gastvorlesungen an weiteren Universitäten und Musikschulen der USA. 1991–1994 und 1995–1997 unterrichtete sie an der Northwestern University Komposition und Analyse der Musik des 20. Jahrhunderts, 1994–1995 war sie composer-in-residence am College Conservatory of Music in Cincinnati. 1997 war sie Gastprofessorin an der Indiana University in Bloomington und wurde 1998 Professorin für Komposition an der University of Chicago.
1968 gewann Ptaszyńska den zweiten Preis beim International Rostrum of Composers der UNESCO. Dreimal (1974, 1976 und 1987) wurde sie von der Percussive Arts Society ausgezeichnet. Die Polnische Komponistenunion ehrte sie 1988 mit einer Medaille. Ihre Kompositionen wurden bei zahlreichen internationalen Festivals (u. a. dem Schleswig-Holstein Musik Festival, dem Warschauer Herbst und dem Aspen Festival) aufgeführt, und Musiker wie Yehudi Menuhin, Matthias Bamert, Jerzy Maksymiuk, Keiko Abe, Bertram Turetzky, Nancy Allen, Roman Jabłoński und Ewa Podleś spielten Uraufführungen ihrer Werke.

## Werke
- Preludia für Vibraphon und Klavier, 1965
- Scherzo für Xylophon und Klavier, 1967
- Ostinato für Klavier, 1967
- Wariacje für Flöte, 1967
- Improwizacje für Orchester, 1968
- Bajka o słowikach für Bariton, Flöte, Oboe, Klarinette, Fagott, Harfe, Vibraphon und Marimba, 1968
- Trzy interludia für zwei Klaviere, 1969
- Recitativo, arioso e toccata für Violine, 1969–75
- Jeu-parti für Harfe und Vibraphon, 1970
- Vocalise für Sopran und Vibraphon, 1971
- Madrigals „Canticum Sonarum“ in memoriam Igor Strawinski für Streichquartett, Bläserquartett, Trompete, Posaune und Gong, 1971
- Cadenza für Flöte und Perkussion, 1971–72
- Oscar z Alwy, Fernsehoper, 1971–72
- Space Model für Perkussion vom Tonband, 1971–75
- Stress für Perkussion und Tonband, 1972
- Arabeska für Harfe, 1972
- Spectri sonori für Orchester, 1973
- Crystallites für Orchester, 1973–74
- Dwa poematy für Tuba, 1973–75
- Touracou für Cembalo, 1973–75
- Siderals für zwei Perkussionsquintette und Projektionen, 1974
- Concerto for Percussion Quartet and Orchestra, 1974
- Farewell Souvenir für Klavier, 1975
- Mobile für zwei Perkussionisten, 1976
- Classical Variations für Kesselpauken und Streichquartett, 1976
- Quodlibet für Kontrabass und Tonband, 1976
- Epigramy für Frauenchor, Flöte, Harfe, Klavier und Perkussion, 1976–77
- Un grand sommeil noir für Sopran, Flöte und Harfe, 1977
- Melodie z różnych stron für Perkussionsensemble, 1977
- Kolorowy świat perkusji für Kinder mit Blockflöten, Stimme und Perkussionsensemble, 1978
- Synchromy für Perkussionstrio, 1978
- Podróże w kosmos für Klavier, 1978
- Dream Lands, Magic Spaces für Violine, Klavier und sechs Perkuassionisten, 1978
- Muzyka pięciu stopni für zwei Flöten und Perkussionsensemble, 1979
- Bagatela für Harfe, 1979
- Soirée snobe chez la Princesse, Instrumentaltheater, 1979
- Dwa sonety do Orfeusza für mittlere Stimme und Kammerorchester, 1980–81
- Conductus –A Ceremonial" für Blasinstrumente, 1982
- Ave Maria für vier mittlere Stimmen, Blaskapelle, Perkussion und Orgel, 1982
- Miniatury für Klavier, 1982
- Scintilla für zwei Marimbaphone, 1984
- La Novella d’inverno für Streichorchester, 1984
- Four Seasons for Four Hands, 12 Stücke für Klavier, 1984
- Concerto for Marimba and Orchestra, 1985
- Silver Threads and Other Songs for Children für Stimme, Chor und Perkussion, 1985–86
- Music Alphabet für zwei Klaviere, 1985–86
- Kwiaty księżyca für Cello und Klavier, 1986
- Ave Maria für Männerchor und Kammerorchester, 1987
- Charlie’s Dream – Concerto for Alto Saxophone and Orchestra", 1988
- Listy polskie, Kantate, 1988
- Graffito für Marimba, 1988
- Songs of Despair and Loneliness für Mezzosopran und Klavier, 1988–89
- Ajikan für Flöte und Perkussion, 1989
- Poetic Impressions für Bläserquintett und Klavier, 1991
- Ode to Praise All Famous Women für Orchester, 1992
- Hommage à I. J. Paderewski für Klavier, 1992
- Holocaust Memorial Cantata für Sopran, Tenor, Bariton, gemischten Chor und Orcher oder Perkussion und Klavier, 1992
- Spider Walk für Perkussion, 1993
- Fanfare for Peace für Orchester, 1993
- Pan Marimba, Kinderoper, 1993–96
- Four Portraits für Streichquartett, 1994
- Liquid Light für Mezzosopran, Klavier und Perkussion, 1995
- Distant Voices für Mezzosopran und Streichquartett, 1995
- Concerto grosso für zwei Violinen und Kammerorchester, 1996
- Mancala für zwei Violinen, 1996
- Scherzo di fantasia für Euphonium und Klavier, 1997
- Linear Constructions in Space für sechs Perkussionisten, 1997–98
- Olympian Rings für Sopran-Steeldrum, 1997–98
- Letter to the Sun für Rahmetrommel, Perkussionsquartett und Erzähler, 1998–2000
- Luna Stelle für zwei Klaviere und zwei Perkussionisten, 1998–99
- Primary Colors für Perkussionsquartett, 1999
- Fanfare in memoriam Frederic Chopin für Orchester, 1999
- Drum of Orfeo – Concerto for Percussion" für Perkussion und Orchester, 1999–2002
- Inverted Mountain für Orchester, 2000
- The Last Waltz in Vienna für Akkordeontrio, 2001
- Sen Eurydyki für zwei Harfen, 2001
- Mozaiki für Streichquartett, 2002
- Sinfonia Wratislavia für Orchester, 2003–04
- Pianophonia für Klavier, 2004
- Elegia in Memoriam John Paul II für Viola, 2005
- Magiczny Doremik, Kinderoper, 2006–07
- Lumen für Orchester, 2007
- Concerto for Flute, Harp and Orchestra, 2007–08
- Street Music für Perkussionsorchester, 2008
- Hymn of the Universe für gemischten Chor und Orgel, 2008
- Trois visions de l’arc-en-ciel für Kammerensemble, 2008